# Николай Мичев
Никола̀й Мѝчев Никола̀ев е български географ, доктор на географските науки, професор.

## Биография
Николай Мичев е роден на 15 септември 1927 г. в село Осенец, сега в община Разград, област Разград.
През 1951 г. завършва география в Софийския университет „Свети Климент Охридски“.
След успешната защита на дисертацията на тема „Стопанско-географски облик и проблеми в басейна на Горна и Средна Янтра“ (1955) получава научната степен „кандидат на географските науки“. Постъпва на работа в тогавашното Министерство на комуналното стопанство и благоустройството.
От 1957 г., след успешно издържан конкурс е назначен като младши научен сътрудник в Географския институт на БАН, където работи в продължение на 36 години.
През 1967 г. се хабилитира и получава научно звание старши научен сътрудник втора степен. В продължение на двадесет години (1973 – 1993) е ръководител на самостоятелно научно звено (проблемна група, от 1989 г. секция „География на населението и селищата“). Същевременно ръководи и сектор към Националния център по Науки за Земята (1982), който обединява секцията от Географския институт и катедрата „География на населението и селищата“ към Софийския университет.
През 1982 г. успешно защитава дисертация за присъждане на научната степен „доктор на географските науки“ на тема „Развитие и проблеми на населението и селищата на България – икономогеографски аспекти“. От 1985 г. е старши научен сътрудник първа степен в Географския институт на БАН и работи като такъв до пенсионирането си през 1993 г.
От 1996 до 2005 г. е професор в Шуменския университет „Епископ Константин Преславски“ и чете лекции по География на населението и селищата на света (издава учебник, 2003) и по Краезнание на България, както и по Икономическа география и по Световно стопанство.
От 1959 г. е член на тогавашния Съюз на научните работници в България (СНРБ), сега Съюз на учените в България (СУБ). Дълго време е член на Научния съвет на Географския институт на БАН и на Специализирания научен съвет по география при ВАК (от 1984 до 1986 г. е секретар).
Починал е на 27 април 2013 г.

## Публикации
Автор или съавтор е на 170 печатни публикации (в това число 10 самостоятелни и колективни монографии) и над 60 научнопопулярни (в това число 10 книги). Той участва с около 500 термина в „Кратка българска енциклопедия“, Енциклопедия „Пирински край“, Географски речник на България.
Сред по-значителните публикации в научното творчество на Николай Мичев трябва да се отбележат:
- „Стопанскогеографски проблеми в развитието на колибарските селища в Средна Стара планина“ (1965);
- „По въпроса за същността и съдържанието на стопанскогеографския микрорайон“ (1966);
- „Буферните промишлени съсредоточения – форма и географско регулиране на демографските процеси и поселищното развитие“ (1966);
- „Речник на селищата и селищните имена в България“ (1973, 1989, 2006);
- „Методи за прогнозиране на населението по териториални единици“ (1975);
- „Селищата в България до 2000 година. Съвременни и бъдещи форми“ (1976);
- „Населението на България“ (1978);
- „Географски речник на България“ (1980 – водещ съставител, редактор и изпълнител);
- „География на България“ – т. 2. „Икономическа география“ (1981) и т. 3. „Физикогеографско и социално-икономическо райониране“ (1989);
- „Большой Кавказ – Стара планина“ (М., 1984);
- „Характеристика на населението на България“ (1984);
- „Природният и икономическият потенциал на планините в България“ (1990);
- „За нова демографска политика на България“ (2000);
- „Демографски преход и демографска криза в България“ и др.